# Codolet
Codolet is een gemeente in het Franse departement Gard (regio Occitanie) en telt 639 inwoners (2004). De plaats maakt deel uit van het arrondissement Nîmes.

## Geografie
De oppervlakte van Codolet bedraagt 5,1 km², de bevolkingsdichtheid is 125,3 inwoners per km².
De onderstaande kaart toont de ligging van Codolet met de belangrijkste infrastructuur en aangrenzende gemeenten.

## Demografie
Onderstaande figuur toont het verloop van het inwonertal (bron: INSEE-tellingen).